# Buket Juara
Buket Juara is een bestuurslaag in het regentschap Aceh Timur van de provincie Atjeh, Indonesië. Buket Juara telt 258 inwoners (volkstelling 2010).